# Suore di San Giuseppe di Carondelet
Le Suore di San Giuseppe di Carondelet (in inglese Sisters of St. Joseph of Carondelet) sono un istituto religioso femminile di diritto pontificio: i membri di questa congregazione pospongono al loro nome la sigla C.S.J.

## Storia
Nel 1826 venne istituita la diocesi di Saint Louis, nel Missouri: il suo primo vescovo, il lazzarista italiano Giuseppe Rosati (1789-1843), inviò in Francia il suo confratello Jean Marie Odin (1800-1870) per reclutare un gruppo di religiose disposte a recarsi negli Stati Uniti d'America per collaborare alla creazione della nascente Chiesa locale.
Odin si rivolse alle Suore di San Giuseppe di Lione, derivate dalla compagnia di suore fondata nel 1650 a Le Puy da Jean-Pierre Médaille. La loro superiora, madre Jeanne Fontbonne (1759-1843), organizzò una vasta comunità di suore da mandare nel nuovo continente composta anche da sorelle provenienti da altri gruppi minori di suore di San Giuseppe del Médaille (numerose quelle della congregazione di Moûtiers).
Le suore giunsero a Saint Louis il 25 marzo del 1836 e si stabilirono a Carondelet, un piccolo centro poco distante, dando origine a una nuova congregazione autonoma che ottenne il pontificio decreto di lode il 9 settembre 1863: le sue costituzioni vennero approvate provvisoriamente dalla Santa Sede il 3 luglio 1867 e definitivamente il 25 marzo 1877.
Una comunità separatasi dalla congregazione di Carondelet nel 1847 diede vita all'istituto delle Suore di San Giuseppe di Filadelfia.

## Attività e diffusione
Tra le numerose attività delle Suore di San Giuseppe di Carondelet, l'istruzione ed educazione cristiana della gioventù, l'assistenza all'infanzia abbandonata e la pastorale sanitaria.
Sono diffuse soprattutto negli Stati Uniti d'America: comunità sono presenti anche in Giappone, Perù, Cile e Uganda. La sede generalizia è a St. Louis.
Al 31 dicembre 2005 l'istituto contava 1.719 religiose in 722 case.